# الأدب البهائي
تشمل الأدبيات البهائية الكتب والرسائل والمحاضرات العامة المسجلة لمؤسسي الدين البهائي، والرسائل التوضيحية لشوقي أفندي، وتوضيحات بيت العدل الأعظم، ومجموعة متنوعة من التعليقات والتاريخ الذي نشره المؤلفون البهائيون.
النصوص الدينية هي كتابات الباب وبهاء الله وعبد البهاء، المكتوبة باللغة العربية أو الفارسية في أواخر القرن التاسع عشر وأوائل القرن العشرين في الشرق الأوسط. إن الأساس العقائدي الأبرز للدين يأتي من كتاب اليقين، وهو عمل ألفه بهاء الله في عام 1861. وفي وقت لاحق من عام 1873، كتب كتاب الأقدس، وهو النص المركزي للدين البهائي. "بعض الأسئلة المجابة" عبارة عن تجميع للمحادثات التي جرت على المائدة بين عبد البهاء وحاج غربي، والتي تم تسجيلها باللغة الفارسية الأصلية. من عام 1910 إلى عام 1913، سافر عبد البهاء عبر أوروبا وأمريكا الشمالية وألقى العديد من المحاضرات العامة.
تعتبر كتابات الباب وبهاءالله بمثابة وحي إلهي، تحل محل القرآن والكتاب المقدس وغيرهما من الأعمال الدينية الرئيسية، ولكنها لا تتعارض معها. تعتبر كتابات وأحاديث عبد البهاء وكتابات شوقي أفندي تفسيرات موثوقة، وتعتبر كتابات وأحاديث بيت العدل الأعظم تشريعات وتوضيحات موثوقة. يُفترض وجود قدر من التوجيه الإلهي لجميع هذه النصوص. لا يستطيع المؤلفون البهائيون الأفراد تقديم تفسيرات موثوقة أو ملهمة في سياق العقيدة الدينية البهائية، ويتم مراجعة أعمالهم من قبل المكاتب الوطنية البهائية للتأكد من دقتها وكرامتها.